# Ерхвиц
Е́рхвиц или Йе́рхецы (нем. Jerchwitz; в.-луж. Jerchecyо файле) — деревня в Верхней Лужице, Германия. Входит в состав коммуны Хоэндубрау района Гёрлиц в земле Саксония. Подчиняется административному округу Дрезден.

## География
Примерно в пяти километрах на северо-восток от деревни находится крупнейшее водохранилище Верхней Лужицы Квицдорф (Kwětanecy — Кветанецы). На севере от деревни располагается холм Монументберг (Monument hora — Монументна-гора) со смотровой башней.
Соседние населённые пункты: на севере — деревня Радшов, северо-востоке — деревня Дренов и на юго-западе — деревня Гбельск.

## История
Впервые упоминается в 1373 году под наименованием Erichstorf. С 1995 года входит в состав современной коммуны Хоэндубрау .
Исторические немецкие наименования
- Erichstorf, 1373
- Erisdorf, Ergisdorf, Erichsdorf, 1400
- Gyrgisdorff, Erdorff, wendisch Gercho, 1533
- Girchitz, 1546
- Giergesdorf, 1563
- Jecherwitz, 1569
- Jürgwitz, 1732
- Jergwitz, 1758
- Jerchwitz, 1768

## Население
Согласно статистическому сочинению «Dodawki k statisticy a etnografiji łužickich Serbow» Арношта Муки в 1884 году в деревне Радшов проживало 76 человек (из них — 42 серболужичанина (55 %).
| 1825 | 1863 | 1871 | 1885 | 1905 | 1925 | 1999 | 2002 | 2011 |
| ---- | ---- | ---- | ---- | ---- | ---- | ---- | ---- | ---- |
| 61   | 52   | 87   | 84   | 64   | 50   | 68   | 64   | 51   |